# Cirolana barnardi
Cirolana (Anopsilana) barnardi là một loài chân đều trong họ Cirolanidae. Loài này được Bruce miêu tả khoa học năm 1992.